# Г̊
 (février 2025).
Cette page contient des caractères spéciaux ou non latins. S’ils s’affichent mal (▯, ?, etc.), consultez la page d’aide Unicode.
Gué rond en chef (majuscule : Г̊, minuscule : г̊) est une lettre de l'alphabet cyrillique utilisée en yazgoulami.

## Représentation informatique
Le gué rond en chef peut être représenté avec les caractères Unicode (cyrillique, diacritiques) suivants :
| formes    | représentations | chaînes de caractères | points de code | descriptions                                             |
| --------- | --------------- | --------------------- | -------------- | -------------------------------------------------------- |
| capitale  | Г̊               | Г◌̊                    | U+0413 U+0301  | lettre majuscule cyrillique gué diacritique rond en chef |
| minuscule | г̊               | г◌̊                    | U+0433 U+030A  | lettre minuscule cyrillique gué diacritique rond en chef |

## Sources
- (en) « Yazghulami Dictionary », sur Webonary